# Erasmus Reinhold
Erasmus Reinhold (Saalfeld, 22 de outubro de 1511 — Saalfeld, 19 de fevereiro de 1553) foi um astrônomo e matemático alemão. 

## Vida
Nasceu e morreu em Saalfeld, Turíngia, Alemanha. Educou-se na Universidade de Wittenberg, onde foi primeiramente eleito decano e mais tarde tornou-se reitor. Em 1536 obteve o cargo de professor de matemática superior por indicação de Philipp Melanchthon. Ao contrário da definição moderna de matemática, na época o termo também incluía matemática aplicada, especialmente astronomia. Seu colega Georg Joachim Rheticus, também estudou em Wittenberg e foi feito professor de matemática básica em 1536.
Reinhold catalogou um grande número de estrelas. Suas publicações incluíram um comentário sobre a obra Theoricae novae planetarum de Georg Purbach.
O duque Albert de Brandenburg apoiou Reinhold e financiou a publicação do Prutenicae Tabulae ou Tabelas Prússianas. Estas tabelas astronômicas ajudaram a disseminar os métodos de cálculo de Copérnico através do império. Tanto as tabelas como os estudos de Copérnico foram os fundamentos para a Reforma do Calendário feita pelo papa Gregório XIII em 1582. Entretanto, Reinhold (como outros astrônomos anteriores a Kepler e Galileu) traduziram os métodos matemáticos de Copérnico de volta para um sistema geocêntrico, rejeitando a cosmologia heliocêntrica nos campos físico e teológico.
Reinhold era membro do Círculo de Melanchthon, um grupo de matemáticos luteranos associado com Melanchthon e que era geralmente simpático à astronomia de Copérnico.

## Trabalhos
- Prutenicae tabulae coelestium motuum. Wittenberg 1551, Tübingen 1574, Wittenberg 1584
- Primus liber tabularum directioum, accedunt canon foecundus ad singular scrupula quadrantis propagates et nova tabula climatum, parallellorum et urbrarum et appendix canonum secundi libri directionum qui in Regimontani opera desiderantur. Tübingen 1554
- Theoricae novae planetarum, figures et scholiis auctae. Wittenberg 1542, Paris 1543, Wittenberg 1580
- Gründlicher wahrer Bericht vom Feldmessen ... Erfurt 1574